# Nowy cmentarz żydowski w Kaliszu
Nowy cmentarz żydowski w Kaliszu – kirkut w Kaliszu, na Widoku, leżący przy ul. Podmiejskiej 23, został założony w 1919; wraz z domem przedpogrzebowym wpisany do rejestru zabytków w 2002.
W połowie 1920 Zarząd Gminy Żydowskiej wystąpił do władz budowlanych Kalisza o wydanie zgody na oparkanienie nabytego gruntu, znajdującego się pomiędzy ul. Widok a Wąską. Miasto zgodę wydało 20 września 1920. a w kwietniu roku następnego przystąpiono do ogrodzenia terenu nowego cmentarza. W tym samym roku zostaje rozpoczęta budowa stajni i wozowni. Dwa lata później przystąpiono do budowy domku gospodarczego. Do budowy Domu Przedpogrzebowego kaliska gmina przystąpiła w roku 1926. Wybudowanie tak okazałego obiektu wiązało się z wielkimi nakładami finansowymi. Coraz trudniejsza sytuacja gminy i całej wspólnoty spowodowała, iż do wybuchu II wojny światowej budynek nie został ukończony – nie wybudowano planowanego piętra a dach nie został zwieńczony kopułą. Do 1939 pochowano tu przeszło 3000 osób.

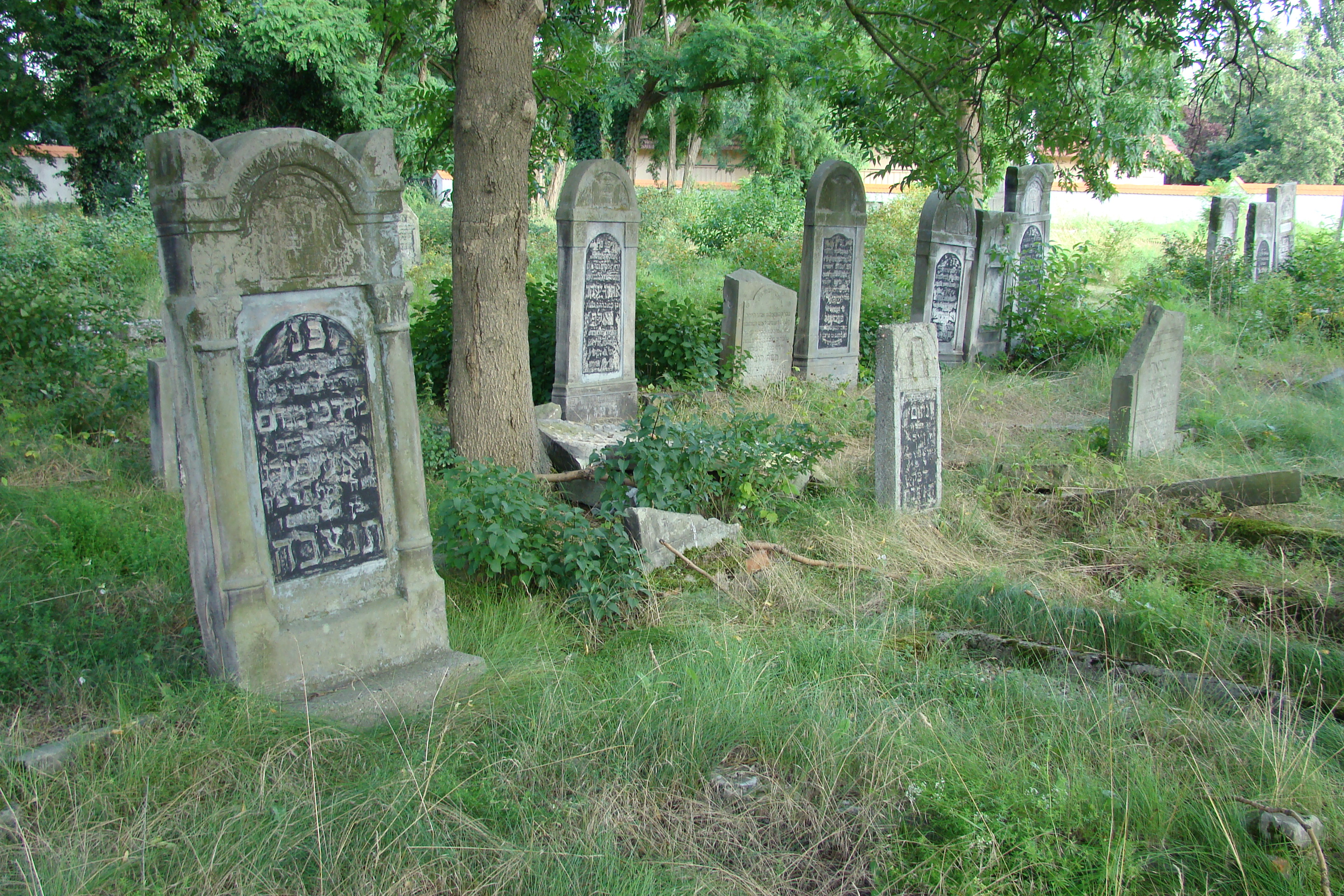
Macewy

Podczas II wojny światowej Niemcy zdewastowali teren cmentarza. Na cmentarzu rozstrzelano podczas wojny 326 Polaków. Na powierzchni 1,1 ha zachowało się około 100 nagrobków.
W latach pięćdziesiątych powstaje kilka symbolicznych grobów (w większości pochodzących z warsztatu Szaje Kawe). Rodziny ocalałych pragną w ten sposób upamiętnić swych bliskich zamordowanych przez hitlerowców. Dnia 10 marca 1962 r. na terenie cmentarza pochowano pułkownika W.P. dowódcę Batalionów Chłopskich Henryka Zielińskiego (Solnika). W 1966 odświeżono i uporządkowano około 60 nagrobków a 20 wybetonowano. W latach 1945–62 na terenie cmentarza pochowano 10 osób. W 1964 powstaje pomnik ku czci zamordowanych kaliskich Żydów. Na teren cmentarza zostają przewiezione także ekshumowane w 1967 z błaszkowskiego cmentarza szczątki tamtejszej społeczności starozakonnej. Nad grobem wzniesiono pomnik, a obok ułożono ocalałe macewy z Błaszek. 
Cmentarzem opiekowali się m.in. kaliszanie Baruch Kolski i Edmund Łuczak.
W 1998 kompetencje byłej gminy żydowskiej w Kaliszu przejęła Gmina Wyznaniowa Żydowska we Wrocławiu. Decyzją wojewody kaliskiego z 28 września 1998 działka nr 13/37 o powierzchni 1,0919 ha przeszła na własność wrocławskiej gminy żydowskiej.